# 1個だけイエロー
『1個だけイエロー』（いっこだけイエロー）は、2015年4月24日から2017年3月30日まで名古屋テレビ（メ〜テレ）にて放送されていたバラエティ番組である。正式な番組タイトルは『見ると幸せになれる黄色いテレビ 1個だけイエロー』。

## 概要
- 司会の2人が依頼者の「1個だけ付き合ってほしいこと」にとことん付き合う番組である。依頼者は一般人・芸能人を問わない。
- 番組タイトルは、黄色い新幹線や黄色いハンカチなどの「黄色い○○を見ると幸せになれる」という伝説にちなんでいる。スタジオセットは黄色で統一されている。
- レギュラー放送開始前の2015年3月26日にプレ番組が放送された。
- 2015年9月までは金曜0:20 - 0:50（木曜深夜）に放送されていたが、2015年10月からは木曜0:20 - 0:50（水曜深夜）に放送されていた。
- 2016年10月18日より、BSチャンネルDlifeでの放送を開始した[1]。

## 出演者
- 田中直樹（ココリコ）
- 新川優愛（2015年4月 - 2016年3月） - 初代女性MC
- 新木優子（2016年4月 - 2017年3月） - 2代目女性MC

## ネット局
| 放送地域   | 放送局           | 系列           | 放送日時                                                  | 放送期間                                              | 備考   |
| ---------- | ---------------- | -------------- | --------------------------------------------------------- | ----------------------------------------------------- | ------ |
| 中京広域圏 | メ〜テレ         | テレビ朝日系列 | 金曜 0:20 - 0:50（木曜深夜） 木曜 0:20 - 0:50（水曜深夜） | 2015年4月24日 - 9月25日 2015年10月8日 - 2017年3月30日 | 製作局 |
| 岩手県     | 岩手朝日テレビ   | テレビ朝日系列 | 水曜 1:20 - 1:50（火曜深夜）                              | 2015年8月26日 - 2017年4月19日                         |        |
| 宮城県     | 東日本放送       | テレビ朝日系列 | 日曜 2:30 - 3:00（土曜深夜）                              | 2015年5月17日 - 2017年4月16日                         |        |
| 秋田県     | 秋田朝日放送     | テレビ朝日系列 | 木曜 0:50 - 1:20（水曜深夜）                              | 2015年9月10日 - 2017年6月15日                         |        |
| 広島県     | 広島ホームテレビ | テレビ朝日系列 | 水曜 1:55 - 2:25（火曜深夜）                              | 2015年9月9日 - 2017年7月5日                           |        |
| 山口県     | 山口朝日放送     | テレビ朝日系列 | 金曜 1:15 - 1:45（木曜深夜）                              | 2015年8月14日 - 2017年6月9日                          |        |
| 日本全国   | Dlife            | BS放送         | 火曜 19:30 - 20:00                                        | 2016年10月18日 - 2017年9月26日                        |        |
| 福岡県     | 九州朝日放送     | テレビ朝日系列 | 木曜 2:20 - 2:50（水曜深夜）                              | 2017年11月8日 -                                       |        |
| 静岡県     | 静岡朝日テレビ   | テレビ朝日系列 | 月曜 1:25 - 1:55（日曜深夜）                              |                                                       |        |

### 過去のネット局
| 放送地域 | 放送局       | 系列           | 放送日時                                      | 放送期間                                                   | 備考 |
| -------- | ------------ | -------------- | --------------------------------------------- | ---------------------------------------------------------- | ---- |
| 北海道   | 北海道テレビ | テレビ朝日系列 | 火曜 1:28 - 1:58（月曜深夜）                  | 2016年3月29日 - 10月4日                                    |      |
| 石川県   | 北陸朝日放送 | テレビ朝日系列 | 日曜 6:00 - 6:30 月曜 1:40 - 2:10（日曜深夜） | 2015年10月18日 - 2016年4月3日 2016年4月11日 - 2017年4月3日 |      |